# Kacie Oliver
Kacie Oliver (Newport, 23 agosto 1989) è un'ex calciatrice statunitense, di ruolo difensore e centrocampista, allenatrice presso la San Diego Football Academy.

## Carriera

### Calcio universitario
Dopo aver giocato a calcio e pallacanestro durante il periodo di studio nelle High School, dal 2008 Kacie Oliver, iscritta all'Università di Logwood, entra nella sua sezione sportiva, i Longwood Lancers, per continuare la sua attività agonistica nella squadra di calcio femminile che rappresenta la sua università nel arrivando ad essere premiata nel 2010 con il Longwood Scholar-Athlete Award.

### Club
Durante il calciomercato estivo 2012 il Tavagnacco annuncia di aver sottoscritto un accordo con la calciatrice statunitense per giocare con la squadra italiana la stagione 2012-2013. Oliver condivide con le compagne una delle migliori stagioni della società friulana, conquistando la Coppa Italia e raggiungendo la seconda posizione nel campionato di Serie A 2012-2013, congedandosi a fine stagione con un tabellino personale di 14 presenze in campionato, durante il quale va a segno in una occasione.
Tornata negli Stati Uniti d'America, Oliver trova un accordo con lo Houston Aces per giocare in National Women's Soccer League (NWSL), secondo livello del campionato statunitense, squadra che nella stagione 2014 arriva, perdendola per 1-0 con il Beach Futbol Club, alla finale nazionale di lega.

### Allenatrice
Finita l'esperienza in NWSL si accorda con la San Diego Football Academy per entrare nel suo staff tecnico.

## Palmarès

### Club
- Coppa Italia: 1

Tavagnacco: 2012-2013